# Улица Можайского (Тверь)
У́лица Можа́йского — улица в Московском и, частично, Пролетарском районе Твери. Названа в честь русского изобретателя в области создания летательных аппаратов А. Ф. Можайского (1825—1890). Название выбрано не случайно — с 1926 года на месте нынешнего Южного микрорайона существовал аэродром, а с 1929 года появился появился многоцелевой авиаотряд.
Фактически улица проходит от Волоколамского шоссе (одностороннее движение в одну полосу) до пересечения с Октябрьским проспектом, а далее, уже в Московском районе, до улицы Левитана (шестиполосное двустороннее движение). Официально улица значительно протяжённее её фактического состояния. В соответствии с генпланом Калинина 1970 года улица Можайского должна иметь продолжение после пересечения с улицей Левитана — вплоть до Бурашевского шоссе, немного сворачивая и обходя частную застройку вдоль Углового проезда с северной стороны, то есть точно также, как в 1990 году были проложены трамвайные пути. Одновременно с этим, фактическое присвоение номеров домов в том районе (как находящихся на улице Можайского), производилось с южной стороны частного сектора, как если бы улица Можайского шла ровной линией, таким образом улицей Можайского формально является короткая просёлочная дорога вдоль домов № 93, 95, 97. Нечётные номера этих домов прямо указывают на то, что они расположены на северной стороне улицы. 

Восточная часть улицы, проходящая напрямую к Бурашевскому шоссе

Генплан Калинина (1970), где восточная часть улицы обходит частный сектор с северной стороны

На участке улицы (менее остановки и без параллельного движения другого транспорта) с 1990 по 2009 год ходил трамвай. Строительство улицы в соответствии с её обозначением на плане не велось, а для замены данной улицы используется дорога, проходящая возле роддома № 1 (по ошибке иногда считающейся продолжением улицы Можайского или улицы Левитана). В агитационных материалах партии «Единая Россия» перед выборами в Законодательное собрание Тверской области 13 марта 2011 года было сообщено, что в 2011 году планируется строительство участка улицы Можайского от улицы Левитана до Бурашевского шоссе. В 2011 году работ по прокладке недостающего части улицы не велось, но к 2012 году были демонтированы поваленные ветром четыре рекламных щита, находящихся напротив Т-образного перекрёстка в конце улицы. По состоянию на январь 2013 года, городом не было объявлено торгов на разработку проектной документации на продление улицы.

## Транспорт
- Автобусы (городские): 2, 12, 21, 30, 42, 43, 55, 56
- Автобусы (пригородные): 205, 223, 228
- Троллейбусы: 3, 7. (Движение троллейбусов прекращено в апреле 2020 года)
- До демонтажа трамвайной линии трамваи: 12, 15, 17

## Веб камеры ул. Можайского
Веб камеры на ул. Можайского, д. 71